# Regenbogen-Ragwurz
Die Regenbogen-Ragwurz (Ophrys iricolor Desf.) ist eine Art der Gattung Ragwurzen (Ophrys) und damit der Familie der Orchideen. Sie blüht von Februar bis April, aber meist zwei Wochen später als die Braune Ragwurz (Ophrys fusca). Sie wird von manchen Autoren auch als Unterart eingestuft: Ophrys fusca subsp. iricolor (Desf.) K.Richt.

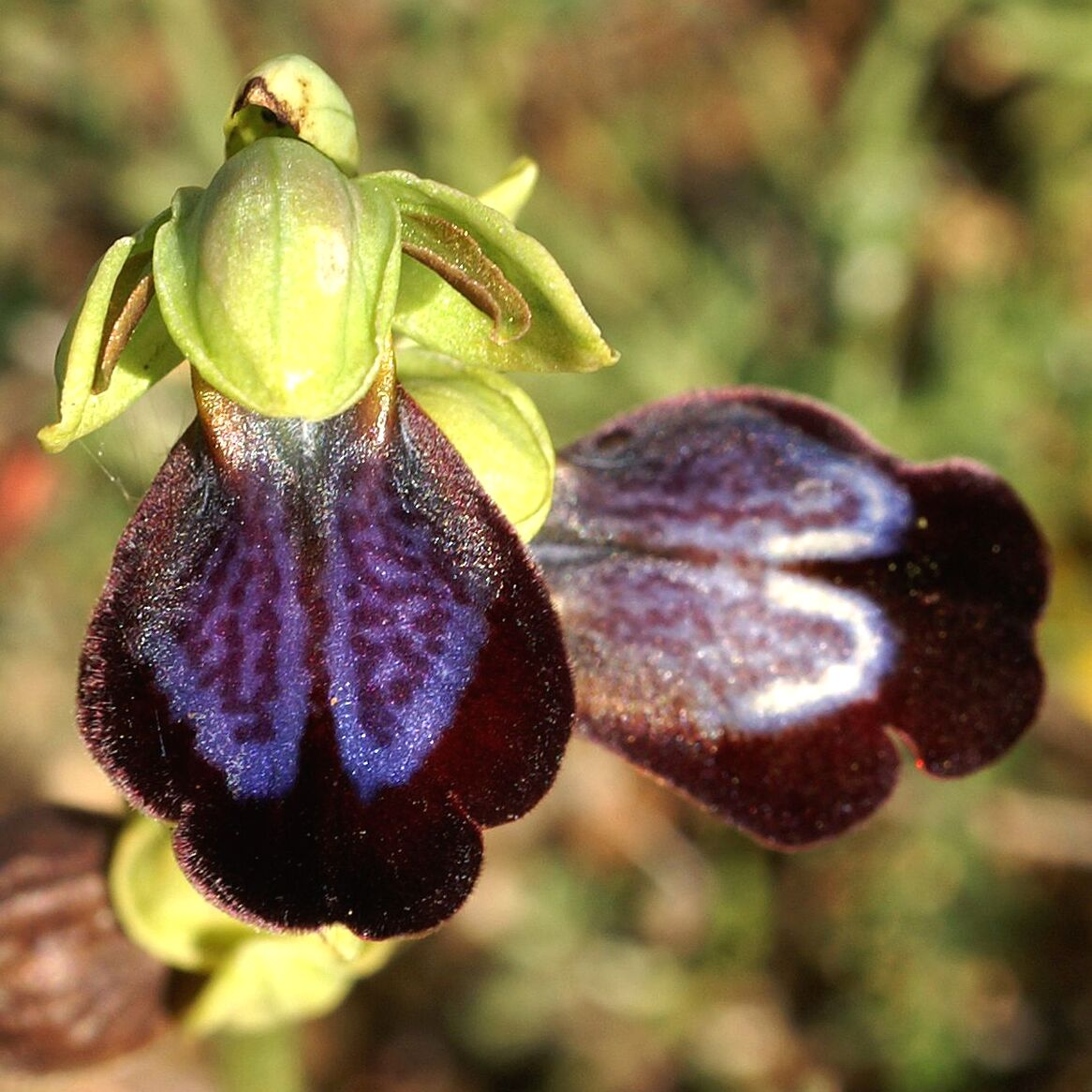
Regenbogen-Ragwurz (Ophrys iricolor) in Griechenland

## Merkmale
Diese mehrjährige krautige Pflanze erreicht Wuchshöhen zwischen 10 und 35 cm. Der Blütenstand umfasst eine bis fünf Blüten. Die Kelchblätter sind grün gefärbt. Die Lippe wirkt durch die Haare samtig und ist schwarz-violett und auf der Unterseite braunrot gefärbt. Der extrem schmale Rand ist unbehaart und meist dunkler. Diese Art weist ein leuchtend blaues Mal in der Form von zwei eiförmigen Flächen auf. Oft wirkt dieses verwaschen oder schwärzlich bis purpurn marmoriert. Ganz selten taucht auch ein blasser Rand an dem Mal auf.
Die Chromosomenzahl beträgt 2n = 36.

## Standort und Verbreitung
Man findet die Regenbogen-Ragwurz in lichten Kiefernwäldern, Garriguen und Macchien mit meist kalkreichen Böden bis zu einer Höhe von 1100 Metern NN. Das Verbreitungsgebiet erstreckt sich über das östliche Mittelmeergebiet.

## Ökologie
Als Bestäuber wurde die Biene Andrena morio beobachtet.

## Taxonomie und Systematik
Die Regenbogen-Ragwurz wurde 1807 von René Louiche Desfontaines in Annales du Museum National d'Histoire Naturelle Band 10, Seite 224, Tafel 13 als Ophrys iricolor erstbeschrieben. Synonyme sind Ophrys fusca subsp. iricolor (Desf.) K. Richt., Ophrys fusca var. iricolor (Desf.) Rchb., Ophrys fusca f. iricolor (Desf.) Soó und Ophrys eleonorae Devillers-Tersch. & Devillers.
Man kann drei Unterarten unterscheiden:
- Regenbogen-Ragwurz (Ophrys iricolor Desf. subsp. iricolor): Sie kommt in Griechenland, in der westlichen Türkei, in Zypern, im Libanon, im nordwestlichen Syrien und in Israel in Höhenlagen zwischen 0 und 1100 Metern Meereshöhe vor.[3]
- Kleinblütige Regenbogen-Ragurz (Ophrys iricolor subsp. maxima (A.Terracc.) Paulus & Gack): Sie kommt im nördlichen Tunesien, im nördlichen Algerien, in Korsika und Sardinien in Höhenlagen zwischen 0 und 950 Metern Meereshöhe vor.[3]
- Mesara-Regenbogen-Ragwurz (Ophrys iricolor subsp. mesaritica (Paulus, C.Alibertis & A.Alibertis) Kreutz): Sie kommt in Kreta und vielleicht auch auf den Kykladen vor. Sie gedeiht in Höhenlagen zwischen 0 und 950 Metern Meereshöhe.[3]